# 莫戈特斯
莫戈特斯是哥倫比亞的城鎮，位於該國東北部，由桑坦德省負責管轄，始建於1703年6月26日，面積355平方公里，海拔高度1,824米，2005年人口10,664，人口密度每平方公里30.04人。
6°29′N 72°58′W / 6.483°N 72.967°W